# Papirniški trg, Ljubljana
Papirniški trg je eden izmed trgov v Ljubljani na Vevčah. Poimenovan je po bližnji Papirnici Vevče.
Trg se nahaja na področju med Cesto 30. avgusta, Anžurjevo ulico, Vevško cesto in Grajzerjevo ulico.

## Javni potniški promet
Na Papirniškem trgu se nahaja končno postajališče (304101 Vevče) mestnih avtobusnih linij št. 12 in 24 ter postajališče linije št. 26.